# 霍利斯普林斯 (北卡羅萊納州)
霍利斯普林斯（英語：Holly Springs）是一個位於美國北卡羅萊納州韋克縣的城市。

## 人口
根據2020年美國人口普查的數據，霍利斯普林斯的面積為48.39平方千米，當中陸地面積為48.08平方千米，而水域面積為0.31平方千米。當地共有人口41239人，而人口密度為每平方千米852人。